# Brachyloma saxicola
Espèce
Brachyloma saxicola est une espèce de plantes à fleurs de la famille des Ericaceae. C4est un arbuste originaire d'Australie.

## Systématique
L'espèce Brachyloma saxicola a été initialement décrite en 1994 par John T. Hunter (d) dans une publication rédigée en collaboration avec John Beaumont Williams (d).

## Description
Brachyloma saxicola est un petit arbuste buissonnant et érigé mesurant jusqu'à 4 m de haut.

## Distribution
Brachyloma saxicola est originaire de l'État australien de Nouvelle-Galles du Sud.

## Étymologie
Son nom spécifique, du latin saxum, « pierre, rocaille » et -cola, « habitant » et ce en référence à sa présence uniquement parmi les roches granitiques.

## Publication originale
- (en) J. T. Hunter et J. B. Williams, « A new species of Brachyloma and three new subspecies of B. daphnoides (Epacridaceae) from south-eastern Australia », Telopea, National Herbarium of New South Wales (d),‎ 18 novembre 1994, p. 1–7 (ISSN 0312-9764 et 2200-4025, DOI 10.7751/TELOPEA19943006, lire en ligne).